# Fjarðabyggð
Fjarðabyggð è un comune islandese, che conta 4 583 abitanti, della regione dell'Austurland.
Il comune, situato nella parte orientale dell'isola, è stato creato il 7 giugno 1998 dalla fusione di Neskaupstaður, Eskifjarðarkaupstaður e Reyðarfjarðarhreppur. Nel 2018 ha inglobato il comune di Breiðdalur.

## Amministrazione

### Gemellaggi
- Stavanger